# 1752 en science
| Années de la science : 1749 - 1750 - 1751 - 1752 - 1753 - 1754 - 1755    |
| Décennies de la science : 1720 - 1730 - 1740 - 1750 - 1760 - 1770 - 1780 |

Cet article présente les faits marquants de l'année 1752 en science.

## Évènements

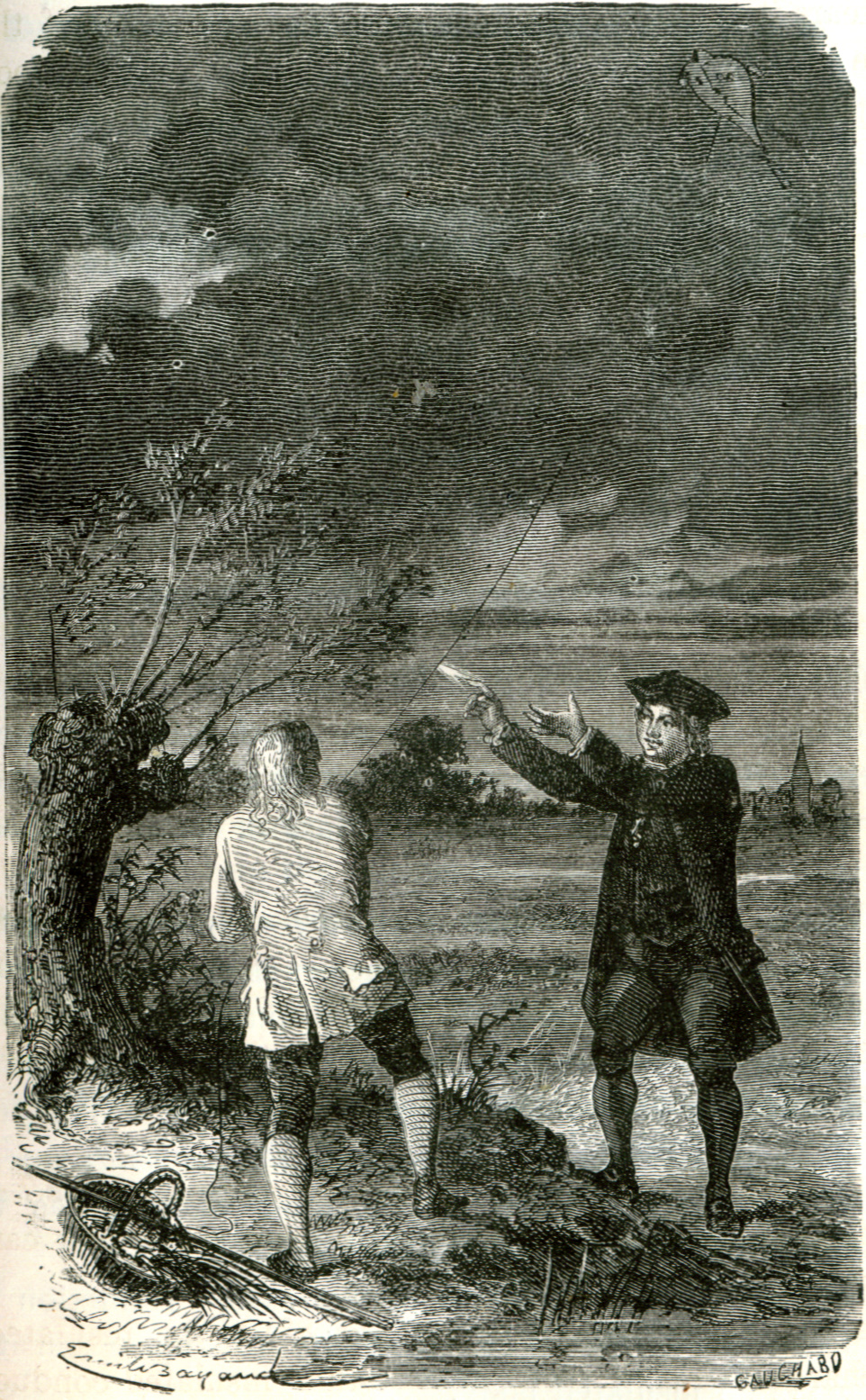
Les expériences scientifiques de Franklin.

- 3 janvier et 7 février : Thomas Melvill donne une conférence intitulée Observations on Light and Colours (Observations sur la lumière et les couleurs) devant la Medical Society of Edinburgh[1]. Il y fait part de la première observation d'une raie spectrale, celle de la raie d'émission du sodium. À l'aide d'un prisme, il observe la lumière de sels chauffés par une flamme et découvre une raie intense de couleur jaune[2].
- 7 février : un arrêt du Conseil du roi de France ordonne la suppression des deux premiers volumes de l’Encyclopédie. En mai, grâce à l'intervention de Madame de Pompadour et du comte d'Argenson la parution reprend jusqu'en 1757[3].
- 10 mai : l’expérience sur la foudre imaginée par Benjamin Franklin est réalisée au château de Marly par Thomas-François Dalibard, qui crée le premier paratonnerre[4].
- 15 juin :  à Philadelphie, l'homme politique et savant américain Benjamin Franklin prouve la nature électrique de la foudre, à l’aide d’un cerf-volant relié à une clé métallique et une bouteille de Leyde, et invente par la suite le paratonnerre[5].
- 31 juillet : ouverture au public du zoo de Schönbrunn[6].
- 19 octobre : découverte de la bibliothèque de la villa des Papyrus à Herculanum (19 octobre 1752-25 août 1754)[7].

- Réaumur découvre que l'estomac effectue une transformation chimique des aliments : il place un morceau de viande dans une boite en métal grillagée qu'il fait avaler à une buse. Celle-ci la recrache le lendemain. Réaumur observe que la viande a été réduite[8].
- Création des premières lunettes à verres teintés par l'opticien anglais James Ayscough (en), munies de branches articulées par une charnière[9].
- Euler présente sa formule pour le nombre de faces, d'arêtes et de sommets d'un polyhèdre[10] dans un Mémoire présenté en 1752-1753  à l'Académie des Sciences de Pétersbourg, sous le titre de Elementa doctrinæ solidorum[11].

## Publications
- Leonhard Euler : Principia motus fluidorum[12] (Principes du mouvement des fluides).
- Fontenelle : Théorie des tourbillons cartésiens.

## Prix
- Médailles de la Royal Society
  - Médaille Copley : John Pringle

## Naissances

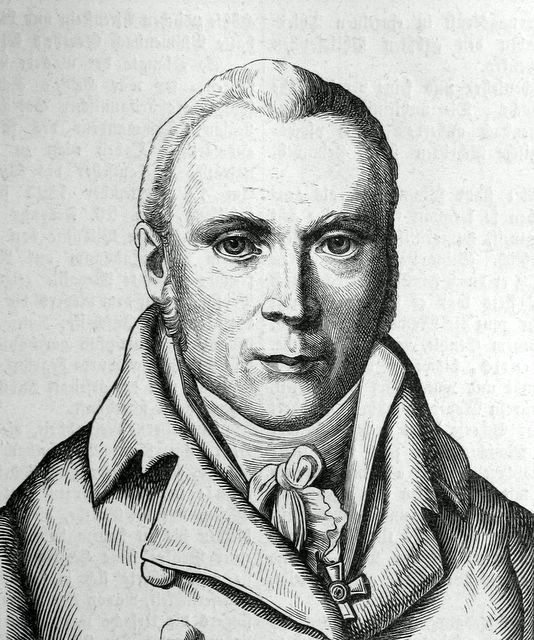
Johann Friedrich Blumenbach

- 13 février : Giovanni Fabbroni (mort en 1822), physicien et agronome italien.
- 1er mars : Charles-Jean-Marc Lullin (mort en 1833), agronome suisse.
- 9 mai : Antonio Scarpa (mort en 1832), anatomiste italien.
- 11 mai : Johann Friedrich Blumenbach, (mort en 1840), anthropologue et biologiste allemand.
- 14 mai : Albrecht Daniel Thaer (mort en 1828), médecin et agronome allemand.
- 22 mai : Jean-Baptiste Dubois de Jancigny (mort en 1808), juriste et agronome français.
- 18 juin : Jean-Baptiste Labey (mort en 1825), mathématicien français.
- 28 juin : Pierre Joseph de Beauchamp (mort en 1801), diplomate et astronome français.
- 1er juillet : Jean-Baptiste Lechevalier (mort en 1836), astronome, voyageur, archéologue et homme de lettres français.
- juillet : Jacques Charles, dit « le géomètre » (mort en 1791), mathématicien français.
- 2 juillet : Antoine Libes (mort en 1832), physicien français.
- 7 juillet : Joseph Marie Jacquard (mort en 1834), inventeur français, inventeur du métier à tisser semi-automatique.
- 23 juillet : Marc-Auguste Pictet (mort en 1825), astronome suisse.
- 30 août : Abel Burja (mort en 1816), pasteur protestant et inventeur allemand[13].
- 18 septembre : Adrien-Marie Legendre (mort en 1833), mathématicien français.
- 24 novembre : Pierre Bulliard (mort en 1793), botaniste français.
- Date précise inconnue :
  - Pierre Joseph Bonnaterre (mort en 1804), naturaliste français.

## Décès

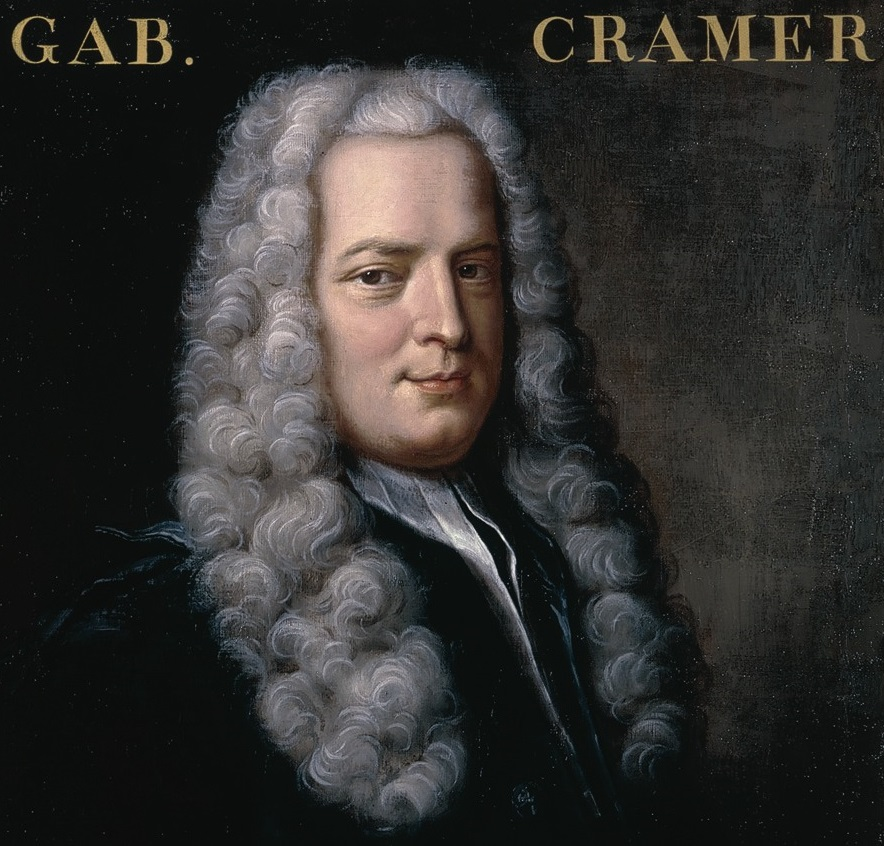
Gabriel Cramer

- 4 janvier : Gabriel Cramer (né en 1704), mathématicien genevois.
- 9 février : Fredric Hasselquist (né en 1722), naturaliste et explorateur suédois.
- 9 mars : Claude-Joseph Geoffroy (né en 1685), maître apothicaire, botaniste et chimiste français.
- 10 avril : William Cheselden (né en 1688), chirurgien.
- 22 août : William Whiston (né en 1667), théologien, historien et mathématicien anglais.